# Rosa van Bommel
Rosa van Bommel is een Nederlandse singer-songwriter en muziekjournalist.

## Biografie
Van Bommel begon in 2020 als zeventienjarige met het uitbrengen van muziek. De muziek die ze maakt, kan worden omschreven als poeziëpop en wordt geïnspireerd door onder andere Talking Heads, Spinvis, Fiona Apple en Anne Clark. Haar eerste single was Nachtdans. Hiermee deed ze mee aan de muziekwedstrijd voor jongeren Kunstbende. Ze won haar voorronde in de provincie Groningen, maar wist de landelijke finale niet te winnen. Haar volgende single was Zoenen met knettersuiker. Met deze single op zak trad ze op als voorprogramma van Norah Hendriks, spelend in onder andere het Amsterdamse poppodium Melkweg.
Derde single is Tussen sterren en systemen uit eind 2022. Hiermee speelde ze onder meer in TivoliVredenburg en op het Zeeland Nazomerfestival.
Naast haar muziekcarrière is Van Bommel ook actief in de muziekjournalistiek. Ze heeft meerdere artikelen geschreven voor de Groningse tak van 3voor12.